# Systemvetenskap
Systemvetenskap (eng. information systems) är den tvärvetenskapliga studien av informationssystem inklusive människor och verksamhetsprocesser, i synnerhet affärssystem och andra administrativa system. Ämnet och utbildningsområdet är nära besläktat med ämnet informatik, och åsyftar ett möte mellan datavetenskap och samhällsvetenskaperna. Ämnet växte successivt fram ur datalogin under 1960-talet i samband med att system för automatisk databehandling (ADB), idag ofta kallat administrativ databehandling, utvecklades och kom att skiljas från system för teknisk databehandling. Systemvetenskapen har inte enbart fokus på utvecklingen av IT-system utan betonar även analysen av befintliga system ur ett tekniskt, organisatoriskt och beteendevetenskapligt perspektiv. Ämnet använder metoder hämtade från både datavetenskapen, som är mer matematiskt inriktad än systemvetenskapen, och från sociologin.
Det svenska ämnet systemvetenskap skall inte sammanblandas med engelskans systems science, och motsvarande begrepp på flera andra språk, som motsvarar det svenska begreppet systemteori och även har kopplingar till ingenjörsämnet systemteknik (eng. systems engineering, ett underämne till elektroteknik). System science är ett tvärvetenskapligt studium av komplexa system inom samhällen, naturen och vetenskapen själv, ofta baserat på matematiska modeller såsom kaosteori, men vissa av systemteorins metoder kan också tillämpas på informationssystem.

## Akademiskt ämne
Enligt högskoleverkets och OECD:s standarder för forskningsämnen kan systemvetenskap både vara ett samhällsvetenskapligt och ett naturvetenskapligt/tekniskt ämne:
- Systemvetenskap, informationssystem och informatik med samhällsvetenskaplig inriktning (eng. Information Systems, social aspects), är underdisciplin till det samhällsvetenskapliga ämnet Medie- och kommunikationsvetenskap. (Ämneskod 10202) Se även social informatics som historiskt har varit starkt särskilt inom de skandinaviska länderna.
- Systemvetenskap, informationssystem och informatik (eng. Information Systems), som är ett underämne till det naturvetenskapliga ämnet Data- och informationsvetenskap. (Ämneskod 50804)

Exempel på områden/inriktningar som också behandlas i kurser inom ämnena datavetenskap, datateknik och informationsteknologi:
- Systemutveckling
- Programutveckling
- Människa–datorinteraktion
- Informationssäkerhet
- Artificiell intelligens och datautvinning (med tillämpning inom t.ex. bioinformatik)[källa behövs]

Ämnet systemvetenskap omfattar även följande mer samhällsvetenskapligt inriktade områden:
- Modellering av processer (då avses sällan programprocesser, utan vanligen affärs- och organisationsprocesser)
- Analys av verksamhetsprocesser (risker, brister, möjligheter)
- Utveckling av nya stödprocesser som främjar verksamhetens nytta
- Införande av nya stödprocesser
- Uppföljning av införda processer
- IT-rätt
- Kognitionslära

## Systemvetenskapliga utbildningar
I april 1963 tillsatte Universitetskanslern en kommission för att utreda behovet av utbildning i administrativ databehandling, vilket resulterade i en rapport i november 1964 som rekommenderade att instifta ADB som akademisk disciplin. De första kurserna i ämnet Informationsbehandling med specialisering mot metoder för administrativ databearbetning som senare skulle delas i ADB, informatik och systemvetenskap, gavs i Sverige hösten 1966 vid Stockholms universitet i nära samarbete med Kungliga Tekniska högskolan. Initiativtagare till kurserna var Janis Bubenko och Börje Langefors. Innehållet i kurserna motsvarade det som vid engelska universitet vid denna tid kallades Information Systems.
Systemvetenskapliga utbildningar har ofta huvudämnet informatik, med inslag av samhällsvetenskap, beteendevetenskap, management, ekonomi och tillämpningar inom administrativ databehandling. Utbildningarna innefattar sällan högre matematik, medan motsvarande utbildningar inom datavetenskap, informationsteknik och datateknik ofta ger teknologie kandidatexamen eller högskoleingenjörexamen, det vill säga har matematik som biämne. Vad utbildningarna inom systemvetenskap på högskolenivå i Sverige kallas och vilka ämnen, kombinationer samt inriktningar som finns varierar mellan lärosätena . 
Grunden i systemvetenskapliga utbildningar är att IT-system omfattar en stödprocess till en huvudprocess utförd av systemets användare. Systemets berättigande begränsas till dess nytta och stöd till användaren att utföra sin egentliga uppgift. Systemvetenskapens kärna tar sin utgångspunkt i användaren av IT-systemet och hur systemet tillverkas. Systemets inverkan på befintliga processer studeras och dess innehåll har en underordnad betydelse.